# Макхью, Роберт
Ро́берт Макхью́ (англ. Robert McHugh; 16 июля 1991, Глазго, Шотландия) — шотландский футболист. Выступает на позиции нападающего.

## Клубная карьера
1 июля 2007 года, за две недели до своего 16-летия, Макхью подписал свой первый профессиональный контракт с клубом «Мотеруэлл».
Дебют Роберта в первой команде «сталеваров» состоялся 22 мая 2008 года, когда его команда в рамках чемпионата Шотландии встречалась с «Хибернианом». 23 июля 2009 года Макхью забил свой первый гол за «Мотеруэлл» — в матче второго квалификационного раунда Лиги Европы молодой футболист поразил ворота албанского клуба «Фламуртари».

### Клубная статистика
| Клуб                 | Сезон                | Чемпионат | Чемпионат | Кубок | Кубок | Кубок Лиги | Кубок Лиги | Еврокубки | Еврокубки | Итого | Итого |
| Клуб                 | Сезон                | Игры      | Голы      | Игры  | Голы  | Игры       | Голы       | Игры      | Голы      | Игры  | Голы  |
| -------------------- | -------------------- | --------- | --------- | ----- | ----- | ---------- | ---------- | --------- | --------- | ----- | ----- |
| Мотеруэлл            | 2007/08              | 1         | 0         | —     | —     | —          | —          | —         | —         | 1     | 0     |
| Мотеруэлл            | 2008/09              | 2         | 0         | —     | —     | —          | —          | —         | —         | 2     | 0     |
| Мотеруэлл            | 2009/10              | 10        | 0         | —     | —     | 2          | 1          | 3         | 1         | 15    | 2     |
| Мотеруэлл            | 2010/11              | 11        | 0         | 2     | 0     | 1          | 0          | 3         | 0         | 17    | 0     |
| Мотеруэлл            | 2011/12              | 9         | 1         | 1     | 0     | 2          | 0          | —         | —         | 12    | 1     |
| Мотеруэлл            | 2012/13              | 22        | 3         | 1     | 0     | —          | —          | 3         | 0         | 26    | 3     |
| Всего за «Мотеруэлл» | Всего за «Мотеруэлл» | 55        | 4         | 4     | 0     | 5          | 1          | 9         | 1         | 73    | 6     |
| Всего за карьеру     | Всего за карьеру     | 55        | 4         | 4     | 0     | 5          | 1          | 9         | 1         | 73    | 6     |

(откорректировано по состоянию на 30 марта 2013)

## Сборная Шотландии
С 2007 года Роберт призывался под знамёна различных молодёжных сборных Шотландии. С 2009 по 2010 год являлся игроком национальной команды (до 19 лет), в составе которой провёл шесть игр, забил два гола.

## Достижения
«Мотеруэлл»
- Финалист Кубка Шотландии: 2010/11